# エルコレ・デ・ロベルティ

エルコレ・デ・ロベルティ『ジョヴァンニ2世・ベンティヴォーリョ』（1480年頃）ナショナル・ギャラリー (ワシントン)

エルコレ・デ・ロベルティ（Ercole de' Roberti, 1451年頃 - 1496年）またはエルコレ・フェッラレーゼ（Ercole Ferrarese）、エルコレ・ダ・フェラーラ（Ercole da Ferrara）は、初期ルネサンスのイタリアの画家。フェラーラ派に属する。ジョルジョ・ヴァザーリの著書『画家・彫刻家・建築家列伝』に、彼の伝記も書かれている。

## 生涯
後にはフェラーラ公国のエステ家の宮廷画家にまで登り詰めることになるエルコレは、エステ城の門番の子として生まれた。
エルコレ17歳の時（1473年）には、フェラーラを出て、ボローニャのフランチェスコ・デル・コッサの工房で働いていた。（ヴァザーリによると、デル・コッサではなくロレンツォ・コスタの徒弟をしていたということだが、エルコレはコスタより数歳年上なので、それはありえそうにない）。エルコレがスキファノイア宮殿（en:Palazzo Schifanoia）のフレスコ画を共同制作したことは知られている。
エルコレがコズメ・トゥーラの跡を継いでエステ家の宮廷画家になったのは、1486年頃のことである。エルコレの役割はただ絵を描くだけではなかった。アルフォンソ1世・デステのローマ教皇訪問に随行させられ、マントヴァで催されたイザベラ・デステの結婚式では衣裳管理の監督をさせられ、ひょっとしたらサラミまで作らせられたかも知れない。
エルコレの最期について、ヴァザーリは次のように書いている。

## 作品
エルコレの絵はそれほど多くはない。人生が短かったこともあるし、破棄されてしまったせいでもある。
円熟期のエルコレの、早い時期の作品というと、ボローニャのサン・ペトロニオ教会のグリフォーニ礼拝堂のために制作したものだろう。祭壇上の飾台に描かれた『聖ビセンテ・フェレルの奇跡』（1473年頃。現在はバチカン絵画館にある）と、デル・コッサから任された祭壇画のための側面の片蓋柱である。
1480年、エルコレはラヴェンナのサンタ・マリア・イン・ポルト聖堂のために、巨大な祭壇画『聖者たちと玉座の聖母子』を制作した。これは現在、ミラノのブレラ美術館にある。同じ頃、ジョヴァンニ2世・ベンティヴォーリョ（en:Giovanni II Bentivoglio）とジネーヴラ・ベンティヴォーリョの肖像画も描いていて、これは現在ワシントンD.C.のナショナル・ギャラリー (ワシントン)にある。
『ポルキア（ポーシャ）とブルータス』（1486年〜1490年頃）はフェラーラ公夫人エレオノーラ・アラゴンのために描かれたものだと言われていて、現在、テキサス州フォート・ワースのキンベル美術館にある。また、『荒野の聖ヒエロニムス』はロサンゼルスのゲティ・センターにある。

エルコレ・デ・ロベルティ『聖ビセンテ・フェレルの奇跡』（1473年頃）バチカン絵画館

## ギャラリー

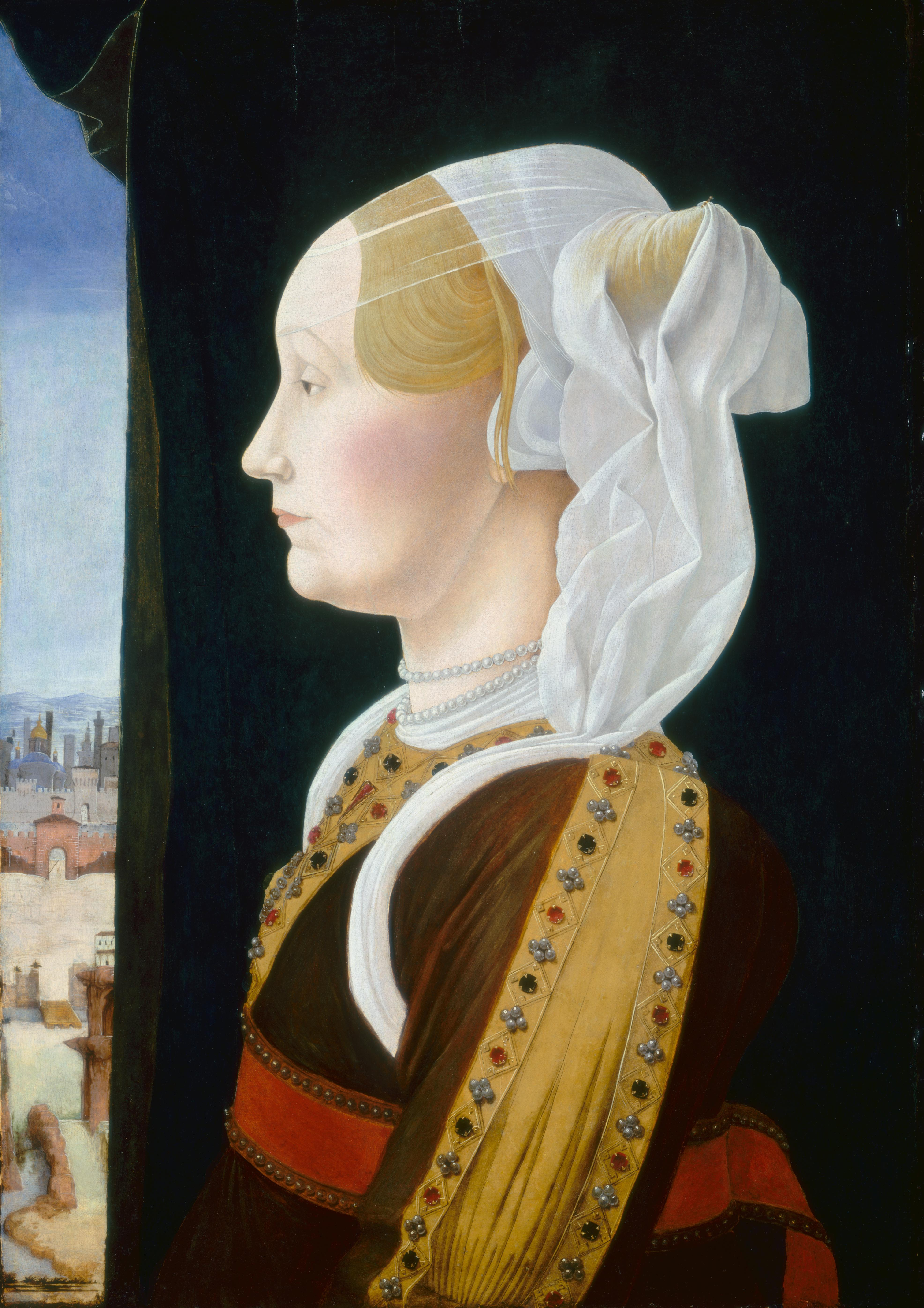
『ジネーヴラ・ベンティヴォーリョの肖像』（1480年頃）ナショナル・ギャラリー (ワシントン)
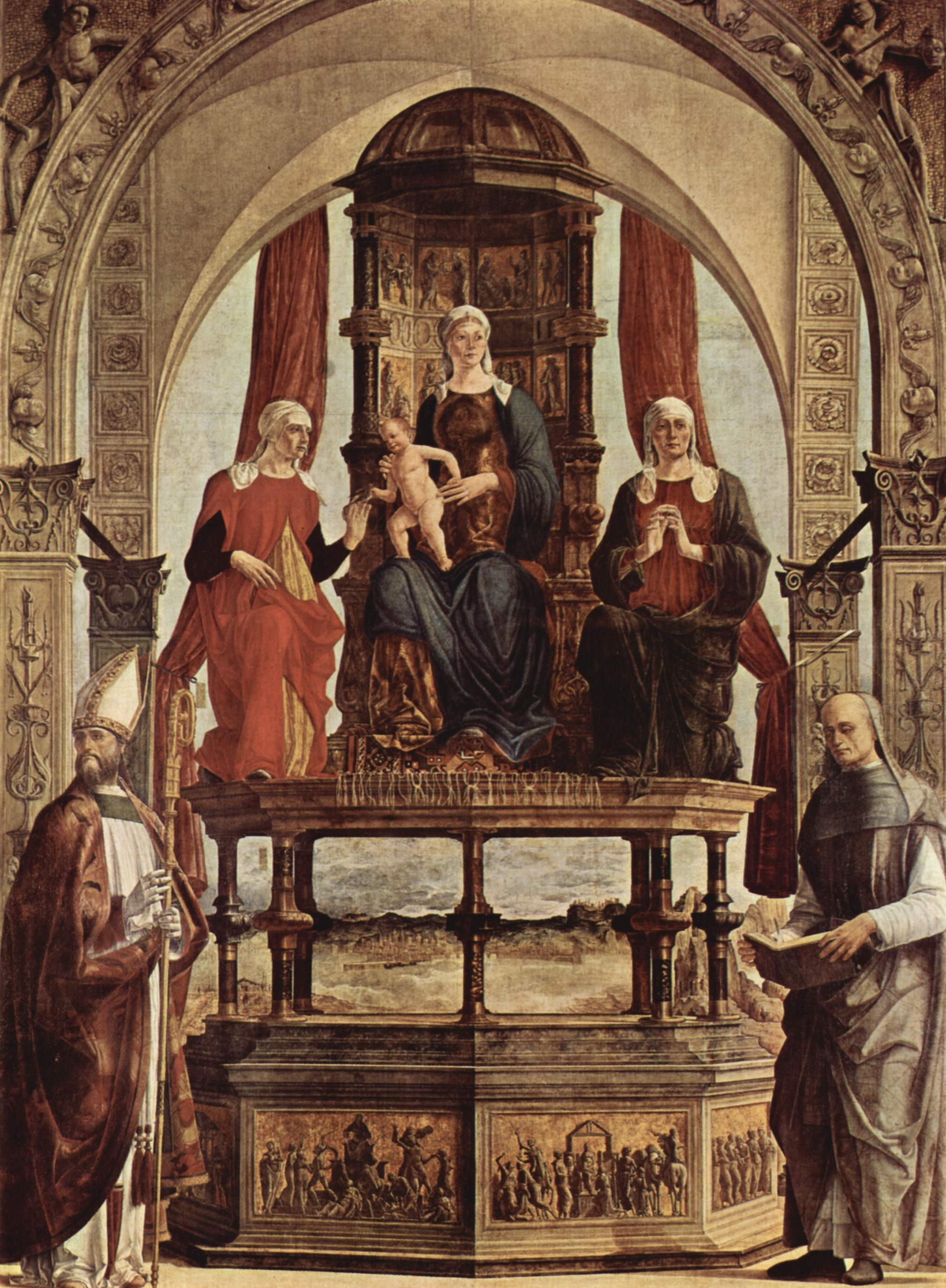
『サンタ・マリア・イン・ポルトの祭壇画』（1479-1481年）ミラノ、ブレラ美術館
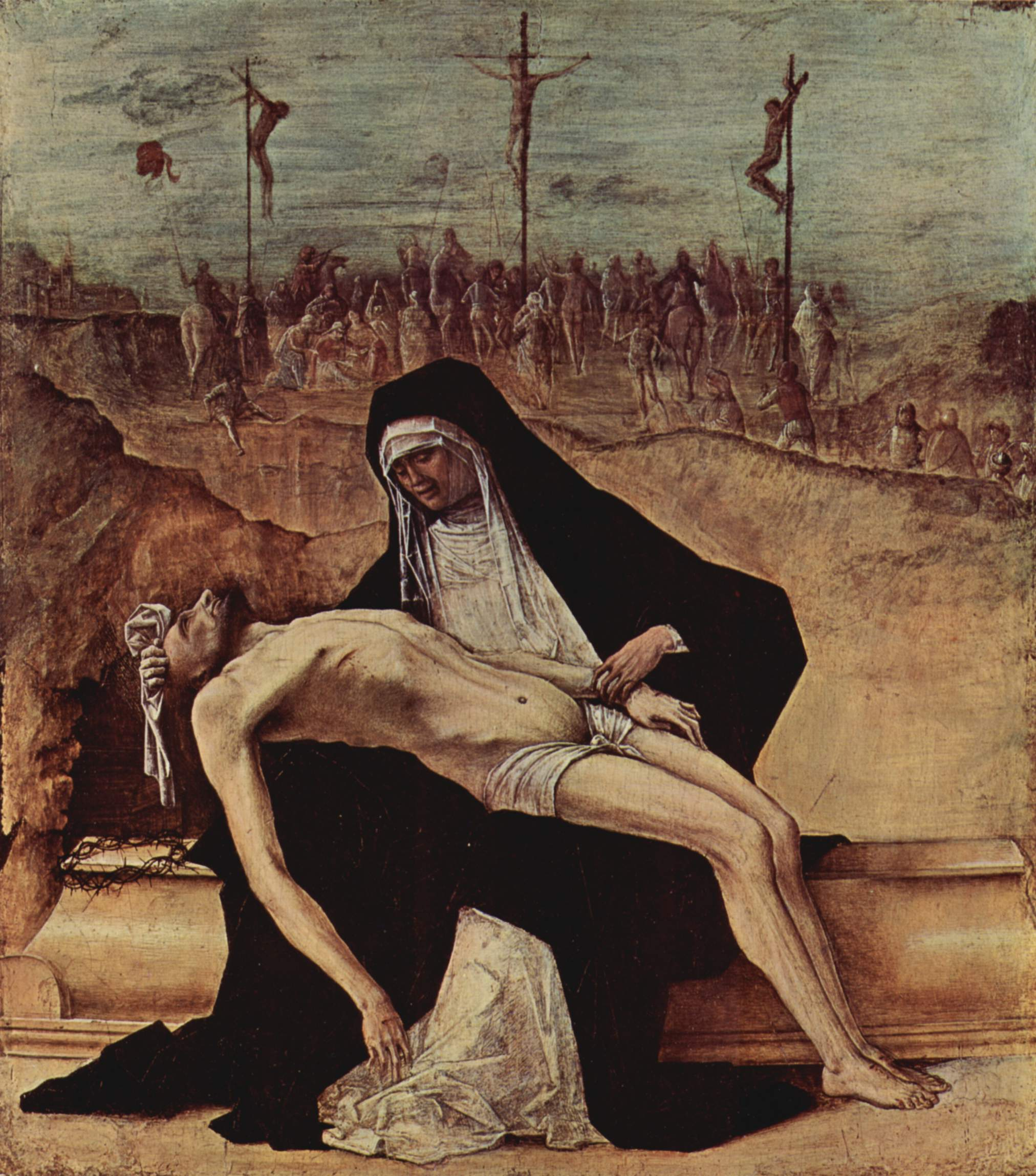
『ピエタ』（1482年頃）ボローニャ、サン・ジョバンニ・イン・モンテ教会